# Erythrogonia laudata
Erythrogonia laudata är en insektsart som beskrevs av Walker 1858. Erythrogonia laudata ingår i släktet Erythrogonia och familjen dvärgstritar. Inga underarter finns listade i Catalogue of Life.